# Sue Lyonová
Suellyn Lyonová, známá jako Sue Lyon, (10. července 1946 Davenport, Iowa – 26. prosince 2019 Los Angeles) byla americká filmová herečka, proslulá titulní rolí ve filmu Lolita Stanleyho Kubricka.

## Kariéra
Ve věku třinácti let začínala v modelingu, kde si jí všiml režisér Kubrick a již jako čtrnáctiletou ji obsadil do své adaptace skandálního románu Vladimira Nabokova Lolita. Za ztvárnění titulní role Dolores „Lolity“ Hazeové získala Zlatý glóbus pro nejslibnější začínající herečku. V předloze je hlavní hrdince pouhých 12 let, ale Kubrick se obával cenzorského zásahu, proto mimo jiné obsadil dívku o dva roky starší. I tak se stal snímek jedním z nejkontroverznějších filmů své doby a pro samotnou Lyonovou byl v době svého uvedení (1962) ještě nepřístupný.
Sue Lyon se filmem okamžitě proslavila a během 60. let se objevila v dalších téměř dvou desítkách filmů. V roce 1964 si zahrála společně s Richardem Burtonem v dramatu Noc s leguánem, jednu z hlavních rolí ztvárnila i ve filmu 7 Women, posledním snímku Johna Forda, a hlavní ženskou úlohu sehrála v komedii Švindlíř (The Flim-Flam Man, 1967).
Během 70. let začala dostávat spíše již jen vedlejší role a roku 1980 se rolí reportérky v hororovém snímku Aligátor její kariéra filmové herečky uzavřela.

## Osobní život
Byla pětkrát vdaná, všechna manželství skončila rozvodem, většinou už po krátké době. Teprve její poslední manželství trvalo 17 let. Z druhého manželství, za Rolanda Harrisona, měla dceru Nonu (* 1972).
Zemřela v Západním Hollywoodu o vánočních svátcích roku 2019 ve věku 73 let.

## Výběr z filmografie
- Lolita (1962)
- Noc s leguánem (1964)
- 7 Women (1966)
- Švindlíř (1967)
- Tony Rome (1967)
- End of the World (1977)
- Aligátor (1980)